# مبدأ التقاضي على درجتين
مبدأ التقاضي عل درجتين أحد أهم مبادئ القضاء، وهو حق مكفول لكل متقاضي أو خصم بأن يعرض خصومته أمام أكثر من قاض أو محكمة للنظر والبت فيها، وهي بمثابة إتاحة الفرصة لصاحب الدعوى الذي أخفق في دعواه لعرض نفس النزاع أمام محكمة أعلى درجة وهيئة قضائية مختلفة لتفصل فيها من جديد, إما بإقرار الحكم الأول وتأييده وإما بنقضه وإبطاله.
يمر كل متقاض بطور أول تنظر بموجبه أحد المحاكم إلى دعواه وتسمى بمحاكم الدرجة الأولى كالمحكمة ابتدائية، وطور ثاني يستأنف فيها الأحكام وهي محاكم الدرجة ثانية كمحاكم الاستئناف.